# Mu (kana)
む în hiragana sau ム în katakana, (romanizat ca mu) este un kana în limba japoneză care reprezintă o moră. Caracterul hiragana este scris cu trei linii, iar caracterul katakana cu două linii. Kana む și マ reprezintă sunetul pronunție în japoneză [mu͍].
Caracterul む provine de caracterul kanji 武, iar マ provine de 牟.

## Folosire în limba ainu
În limba ainu, katakana ム reprezintă sunetul [mu̜], iar katakana minuscul ㇺ reprezintă sunetul m final după o vocală.

## Forme
| Formă                                   | Rōmaji | Hiragana        | Katakana        |
| --------------------------------------- | ------ | --------------- | --------------- |
| Fără semne diacritice: m- (ま行 ma-gyō) | mu     | む              | ム              |
| Fără semne diacritice: m- (ま行 ma-gyō) | muu mū | むう, むぅ むー | ムウ, ムゥ ムー |

| Alte forme | Alte forme |          |
| --- | ---------- | -------- |
| \| Rōmaji \| Hiragana \| Katakana \| \| ------ \| -------- \| -------- \| \| mwa \| むぁ \| ムァ \| \| mwi \| むぃ \| ムィ \| \| (mwu) \| (むぅ) \| (ムゥ) \| \| mwe \| むぇ \| ムェ \| \| mwo \| むぉ \| ムォ \| |            |          |
| Rōmaji | Hiragana   | Katakana |
| mwa | むぁ       | ムァ     |
| mwi | むぃ       | ムィ     |
| (mwu) | (むぅ)     | (ムゥ)   |
| mwe | むぇ       | ムェ     |
| mwo | むぉ       | ムォ     |

## Ordinea corectă de scriere
|                                      |
| Ordinea corectă de scriere pentru む |

|                                      |
| Ordinea corectă de scriere pentru ム |

## Alte metode de scriere
- Braille:

| ・・ －・ ・・ |

- Codul Morse: －